# Lidlboj
Lidlboj (fonetisch voor Little Boy) is een Belgische jazzband. In 2009 verscheen in Frankrijk het album Trees Are Always Right. Toetsenist Jozef Dumoulin schreef de meeste muziek en produceerde het werk. Het album ontving verschillende prijzen.

## Discografie
- Trees Are Always Right, 2009